# 林元和
林元和（1950年11月—），福建莆田人，中华人民共和国政治人物。中国科学技术大学管理科学系管理科学与工程专业毕业，在职研究生学历，管理学硕士、工程师。

## 生平
1969年1月参加工作。1976年9月，任安徽省阜阳轴承厂技术员、科长、厂长助理、厂长。1981年12月加入中国共产党。1986年5月，任阜阳针织厂党委书记、厂长。1990年5月，任阜阳市副市长、中共阜阳市委常委兼阜阳烟草专卖局局长、阜阳烟草公司经理、阜阳卷烟厂厂长。1993年7月，任中共阜阳市委书记、阜阳行署副专员。1995年8月，任安徽省经济贸易委员会副主任、党组副书记。1997年5月，任安徽省人民政府副秘书长。1998年2月，任安徽省人民政府副秘书长、省经济贸易委员会主任、党组书记。1999年1月，任广州市副市长、常务副市长、中共广州市委副书记等职务。2006年10月，任中共佛山市委书记。2010年4月16日，当选广州市政协主席。2012年1月，卸任广州市政协主席。